# Johnny Dauwe
Johnny Dauwe (Merksem, Anvers, 31 de maig de 1966 - Anvers, 25 de juny de 2003) va ser un ciclista belga que va fou professional entre 1989 i 1996. Abans, com a ciclista amateur, el 1988 va prendre part en els Jocs Olímpics d'Estiu de Seül, on disputà, sense sort, la cursa en línia del programa de ciclisme. També va destacar en el ciclisme en pista. En el seu palmarès destaca la victòria a Le Samyn i la Kuurne-Brussel·les-Kuurne de 1991.

## Palmarès en ruta
- 1987
  - 1r a la Kattekoers
- 1988
  - 1r a la Omloop Het Volk sub-23
  - Vencedor d'una etapa a la Volta a Àustria
- 1989
  - Vencedor de 2 etapes a la Volta a Múrcia
- 1990
  - Vencedor de 2 etapes a la Volta a Múrcia
- 1991
  - 1r a Le Samyn
  - 1r a la Kuurne-Brussel·les-Kuurne
  - Vencedor de 2 etapes a la Volta a Múrcia
- 1993
  - Vencedor d'una etapa del Circuit de La Sarthe
- 1994
  - 1r al Gran Premi del 1r de maig
- 1996
  - 1r a la Fletxa del port d'Anvers

### Resultats al Giro d'Itàlia
- 1992. Abandona

### Resultats a la Volta a Espanya
- 1993. 102è de la Classificació general

## Palmarès en pista
- 1992
  -  Campió de Bèlgica en Puntuació